# Борко Брајовић
Борко Брајовић (Пријепоље, 13. јун 1984) српски је глумац, сценариста, редитељ, писац и тренер борилачких вештина.

## Биографија
Завршио је школу гитаре, након чега је оформио рок састав Аква (Aqua) у којем  је био певач и гитариста. Бенд се брзо распао „због неозбиљности осталих чланова“, како је Брајовић једном приликом изјавио.
У родном Пријепољу ради и као тренер различитих источњачких борилачких вештина. Са својим клубом остварује бројна признања у земљи и иностранству, међу којима се издваја титула светског шампиона у Нокаут систем каратеу.  
Захваљујући управо спорту његов изглед приметио је редитељ Бранко Перић, који га ангажује за улогу Црног Арапина у филму Хајдук.
Поред каријере глумца Борко Брајовић креће да пише дела романе и филмске сценарије, а дебитовао је графичком новелом Хајдук, која говори о хајдуку Мијату Томићу, а коју је радио у сарадњи са сценаристом Марком Стојановићем и цртачем стрипова Сабахудином Мурановићем Мураном.
Први роман Близанци, који се бави проблемом несталих беба током деведесетих година у Србији, објављује 2017. године, а годину дана касније снима и филм заснован на својој првој књизи. Филм је у фебруару 2022. објављен као Јутјуб мини-серија од четири епизоде.
Након „Близанаца“, у склопу његове продукцијске куће Феникс филм, снима и филмове Студенац и Буђење, који су, такође, засновани на његовим романима. Тренутно ради на хорор-крими серији Мозаик.
Остварио је и мале улоге у филмовима Јужни ветар и Такси Блуз и серијама Сумњива лица, Пси лају, ветар носи и Ургентни центар. Последњу улогу имао је у филму Опкољени Мирослава Самарџића, који говори о Николи Калабићу чији лик тумачи.
Филм Чекај ме и вратићу се режирао је 2023. године, а премијера је одржана у дворани Парк у Херцег Новом.
Тренутно ради на филму Путник, који говори о временској машини Николе Тесле.

## Филмографија
| Година     | Назив филма/серије               | Улога                          |
| ---------- | -------------------------------- | ------------------------------ |
| 2017.      | Хајдук                           | Црни Арапин                    |
| 2017.      | Сумњива лица (ТВ серија)         | Момак из обезбеђења            |
| 2017-2019. | Пси лају, ветар носи (ТВ серија) | Горила 1/Телохранитељ Плавог 1 |
| 2018.      | Јужни ветар                      | Дмитров телохранитељ 2         |
| 2019.      | Такси блуз                       | Божа                           |
| 2019-2021. | Ургентни центар (ТВ серија)      | Синиша/Милан                   |
| 2020.      | Јужни ветар (ТВ серија)          | Дмиртов телохранитељ 2         |
| 2020.      | Студенац                         | Милош                          |
| 2022.      | Близанци                         | Борко                          |
| 2022.      | Опкољени                         | Никола Калабић                 |
| 2023.      | Чекај ме и вратићу се            | Отац Зосим                     |